# Dicranomyia terebrina
Dicranomyia terebrina là một loài ruồi trong họ Limoniidae. Chúng phân bố ở vùng nhiệt đới châu Phi.